# Cuartel de Ballajá

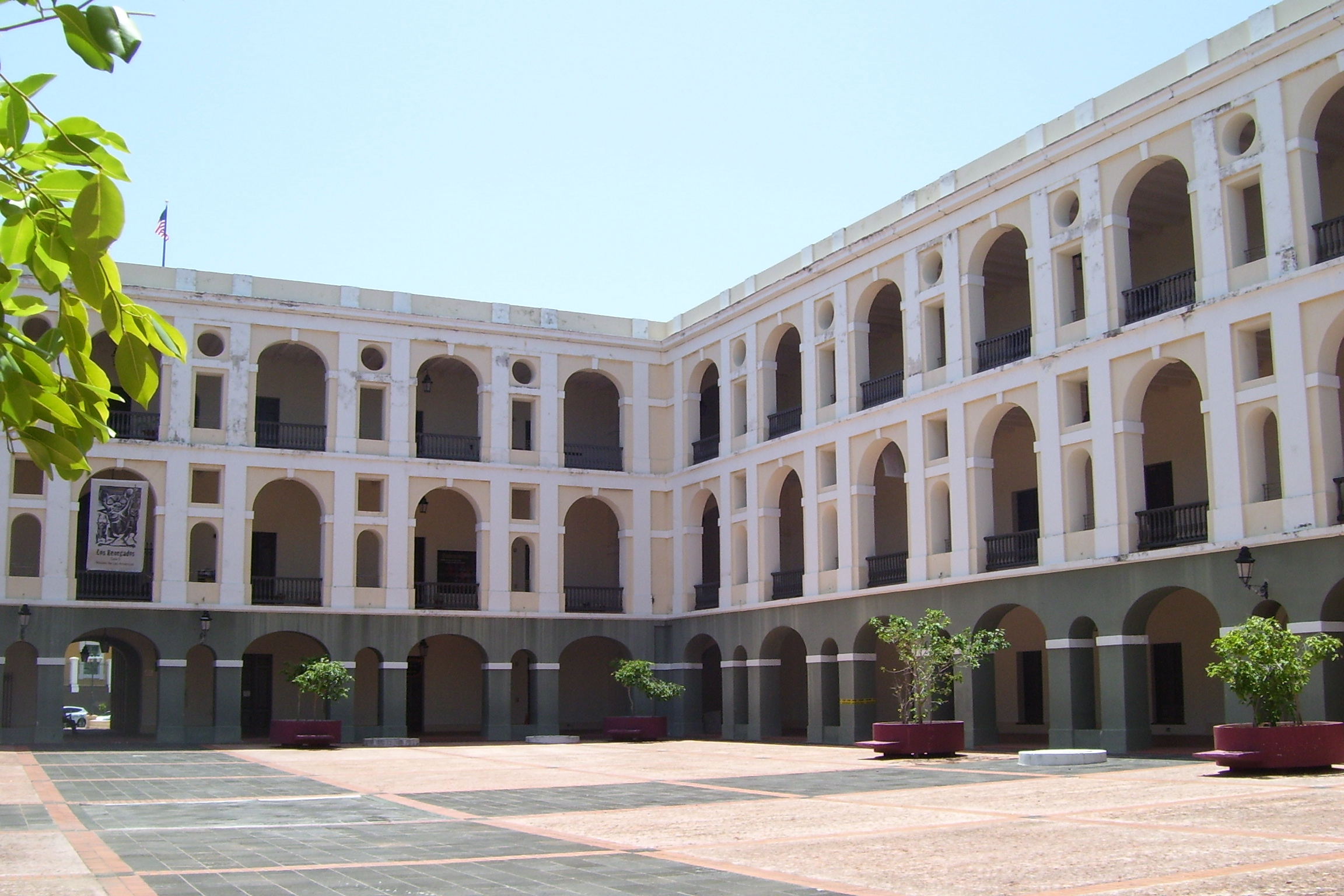
Patio interior del Cuartel de Ballajá

Cuartel de Ballajá es un cuartel o residencia militar localizada en San Juan, Puerto Rico. Fue construido desde 1854 hasta 1864 para las tropas españolas y sus familias establecidas en la isla.

## Construcción
El Cuartel de Ballajá fue construido por el ejército español desde el 1854 hasta el 1864. Para construirlo, seis cuadras del barrio de Ballajá fueron expropiadas y demolidas en 1853. La estructura de tres pisos fue completada en 1864, ocupando un área de 7,700 metros cuadrados. La edificación está preparada para alojar 1,000 personas, originalmente soldados españoles y sus familias. Su amplio patio interior es uno de los mejores ejemplos de la arquitectura española del siglo XIX.
Además de las facilidades de vivienda, el cuartel tenía almacenes, cocinas, comedores, calabozos, y establos para caballos.

## Guerra Hispano-Estadounidense
El Cuartel de Ballajá fue muy utilizado durante la Guerra Hispano-Estadounidense a finales del siglo XIX. El 12 de mayo de 1898, durante el bombardeo estadounidense a San Juan, la flota naval dirigida por el almirante William T. Sampson destruyó gran parte del lado noreste de la estructura.
Al terminar la guerra y siguiendo el cambio de soberanía, el cuartel pasó a ser ocupado por la Infantería del ejército de Estados Unidos hasta 1939.

## Segunda Guerra Mundial
Durante la Segunda Guerra Mundial, el Cuartel pasó a ser parte del Fuerte Brooke de Estados Unidos, y fue usado como hospital militar. El 13 de agosto de 1944, el Departamento de Guerra de Estados Unidos emitió la Orden General Num. 71 cambiando el nombre del hospital al Hospital General Rodríguez, en honor al mayor Fernando E. Rodríguez Vargas.

## Adquisición del gobierno
El gobierno de Puerto Rico adquirió el Cuartel de Ballajá en 1976 a través de un traspaso del Gobierno de Estados Unidos con el compromiso de restaurarlo y usarlo para fines culturales, educativos, y turísticos. En 1986, se diseñó un plan de reforma para la Zona Histórica de San Juan y la estructura fue restaurada desde el 1990 hasta 1993.

## Actualidad
Hoy en día, el Cuartel de Ballajá alberga varias organizaciones educativas y culturales, principalmente el Museo de las Américas, ubicado en el segundo piso del edificio desde 1992. En el primer piso hay varias escuelas de música y baile, así como una biblioteca, entre otras instituciones.
El Museo de las Américas tiene tres colecciones permanentes abiertas: La Herencia Africana; Conquista y Colonización; y las Artes Populares en América.